# Manager (baseball)
Pour les articles homonymes, voir Manager (homonymie).

Whitey Herzog, en uniforme, dirige les Cardinals de Saint-Louis en 1983.

Le manager ou gérant est le nom donné à l'entraîneur principal d'une équipe de baseball. Il est secondé par un ensemble d'instructeurs qui le conseillent et qui s'occupent des différents aspects du jeu, comme l'entraînement des lanceurs ou des frappeurs.

## Terminologie
Le mot anglais manager est un anglicisme utilisé par certains francophones hors de l'Amérique du Nord. Au Canada, le mot gérant est de longue date le terme privilégié. Le Monde illustré, un hebdomadaire de France, emploie le mot gérant dès 1896.

## Responsabilités
Le manager demeure dans l'abri des joueurs pendant le match et prend les décisions stratégiques au cours de la partie, comme retirer ou remplacer des joueurs pendant la rencontre. Avant le début du match, il établit l'alignement des neuf frappeurs qui se présenteront au bâton. C'est généralement lui, conseillé parfois par l'instructeur des lanceurs ou l'instructeur de l'enclos de relève, qui choisit de procéder à un changement de lanceur. Il se rend aussi sur le monticule pour procéder au changement de lanceur pendant la rencontre.
Contrairement aux entraîneurs de nombreux autres sports d'équipe, le manager est vêtu du même uniforme que ses joueurs. La raison est que dans les débuts du sport, les responsabilités qui incombent aujourd'hui au manager étaient attribuées au capitaine, qui était aussi joueur. Les joueurs-entraîneurs, une rareté dans le baseball contemporain, étaient aussi communs à l'époque. Il existe toutefois des exceptions notables d'anciens joueurs qui estimaient ne plus avoir à porter l'uniforme une fois passé à un poste de gérant : Burt Shotton dirigeait les Dodgers de Brooklyn vêtu d'une tenue de ville et d'un nœud papillon, tandis que Connie Mack était célèbre à la fin du XIXe siècle et début du XXe siècle pour porter un complet-cravate et être coiffé d'un chapeau melon, d'un panama ou d'un canotier.

### Relations avec les arbitres

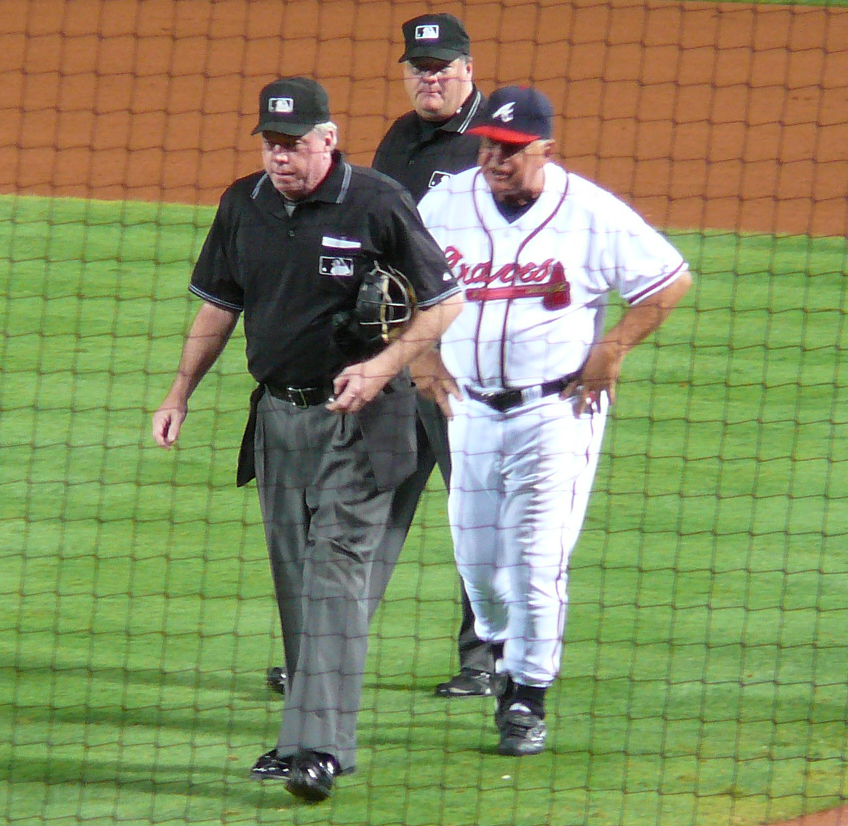
Bobby Cox (en blanc) escorté par des arbitres.

Plus rarement, il peut être amené à discuter une décision arbitrale, ce qui peut mener dans certains cas à des échanges assez musclés se soldant parfois par l'expulsion du gérant. Bobby Cox est le gérant le plus souvent expulsé d'un match dans l'histoire du baseball majeur : 158 fois en saison régulière et 3 fois en séries éliminatoires, sur 29 saisons entre 1978 et 2010. Cox n'a cependant pas été expulsé au cours de sa brève carrière (deux saisons) de joueur. Il bat en 2007 le record de John McGraw, expulsé 131 fois comme gérant entre 1899 et 1932 et 14 fois comme joueur de 1891 à 1906. McGraw détient le record des majeures et de la Ligue nationale avec 13 expulsions en 1905 comme gérant des Giants de New York et les 12 éjections de Paul Richards des Orioles de Baltimore de 1956 représentent le record de la Ligue américaine. Après la saison 2014, le manager en activité avec le plus d'expulsions à son actif est Bruce Bochy, avec 63,.

## Hiérarchie
Dans l'organigramme d'un club, le manager a comme supérieur hiérarchique le directeur général (« directeur-gérant » au Québec). Le manager général est le responsable du recrutement des joueurs, des instructeurs et du manager. Il négocie les contrats et les échanges avec d'autres clubs, mais n'intervient pas dans les décisions prises en cours de match.

## Temple de la renommée du baseball

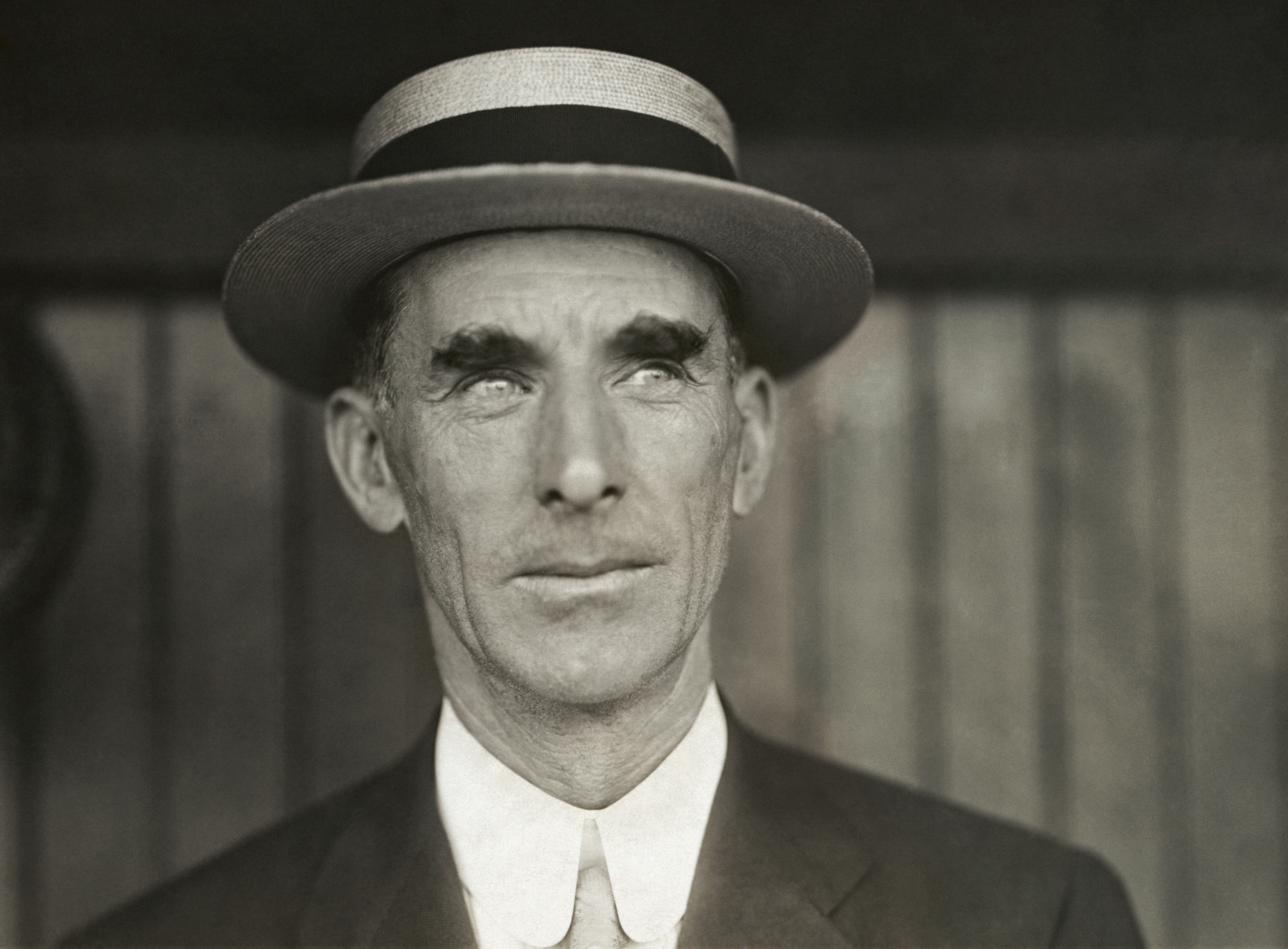
Connie Mack en 1911, alors qu'il dirigeait les Athletics de Philadelphie.

Dans la Ligue majeure de baseball, de nombreux managers ont marqué l'histoire du baseball et ont été élus au Temple de la renommée du baseball. En date de 2014, 23 personnalités ont été admises au temple à titre de gérant, mais un certain nombre d'entre elles y ont accédé pour leurs performances de joueur avant d'embrasser une seconde carrière de gérant. 
Parmi ces 23 personnalités, on retrouve Connie Mack, Casey Stengel, Earl Weaver, Al Lopez, John McGraw, Joe McCarthy, Sparky Anderson, Whitey Herzog, Dick Williams, Bobby Cox, Tony La Russa, Tommy Lasorda et Joe Torre. 
Parmi les managers qui sont au Temple de la renommée comme joueurs, on retrouve entre autres Yogi Berra, Lou Boudreau, Bob Lemon, Frank Robinson, Red Schoendienst, Rogers Hornsby ou Nap Lajoie. En 2015, deux gérants en activité sont membres du Temple de la renommée du baseball après y avoir été élus pour leur carrière de joueurs : Ryne Sandberg des Phillies de Philadelphie et Paul Molitor des Twins du Minnesota.